# Laksholmetærene
Laksholmetærene est une île norvégienne du comté de Hordaland appartenant administrativement à Bømlo.

## Description
Rocheuse et désertique, à fleur d'eau, elle est constituée de quatre rochers dispersés sur environ 107 m de longueur pour une largeur approximative de 88 m.  